# Gabriel Villamíl
Gabriel Alejandro Villamíl Cortéz, noto semplicemente come Gabriel Villamíl (28 giugno 2001), è un calciatore boliviano, centrocampista del LDU Quito e della nazionale boliviana.

## Caratteristiche tecniche
È un centrocampista centrale.

## Carriera

### Club
Cresciuto nel settore giovanile del Bolívar, debutta in prima squadra il 16 novembre 2018 in occasione dell'incontro del campionato boliviano vinto 3-0 contro il Guabirá.

### Nazionale
Nel 2021 ha esordito in nazionale.
Nel 2024 ha partecipato alla Coppa America.

## Statistiche
Statistiche aggiornate al 2 settembre 2021.

### Presenze e reti nei club
| Stagione        | Squadra         | Campionato      | Campionato | Campionato | Coppe nazionali | Coppe nazionali | Coppe nazionali | Coppe continentali | Coppe continentali | Coppe continentali | Altre coppe | Altre coppe | Altre coppe | Totale | Totale | Totale |
| Stagione        | Squadra         | Comp            | Pres       | Reti       | Comp            | Pres            | Reti            | Comp               | Pres               | Reti               | Comp        | Pres        | Reti        | Pres   | Reti   |        |
| --------------- | --------------- | --------------- | ---------- | ---------- | --------------- | --------------- | --------------- | ------------------ | ------------------ | ------------------ | ----------- | ----------- | ----------- | ------ | ------ | ------ |
| 2018            | Bolívar         | LFPB            | 2          | 0          |                 | -               | -               |                    | -                  | -                  |             | -           | -           | 2      | 0      |        |
| 2019            | Bolívar         | LFPB            | 1          | 0          |                 | -               | -               |                    | -                  | -                  |             | -           | -           | 1      | 0      |        |
| 2020            | Bolívar         | LFPB            | 2          | 0          |                 | -               | -               | CL+CS              | 0                  | 0                  |             | -           | -           | 2      | 0      |        |
| 2021            | Bolívar         | LFPB            | 16         | 1          |                 | -               | -               | CL+CS              | 1+4                | 0                  |             | -           | -           | 16     | 1      |        |
| Totale carriera | Totale carriera | Totale carriera | 21         | 1          |                 | 0               | 0               |                    | 5                  | 0                  |             | -           | -           | 26     | 1      |        |

### Cronologia presenze e reti in nazionale
| Cronologia completa delle presenze e delle reti in nazionale ― Bolivia | Cronologia completa delle presenze e delle reti in nazionale ― Bolivia | Cronologia completa delle presenze e delle reti in nazionale ― Bolivia | Cronologia completa delle presenze e delle reti in nazionale ― Bolivia | Cronologia completa delle presenze e delle reti in nazionale ― Bolivia | Cronologia completa delle presenze e delle reti in nazionale ― Bolivia | Cronologia completa delle presenze e delle reti in nazionale ― Bolivia | Cronologia completa delle presenze e delle reti in nazionale ― Bolivia |
| Data                                                                   | Città                                                                  | In casa                                                                | Risultato                                                              | Ospiti                                                                 | Competizione                                                           | Reti                                                                   | Note                                                                   |
| ---------------------------------------------------------------------- | ---------------------------------------------------------------------- | ---------------------------------------------------------------------- | ---------------------------------------------------------------------- | ---------------------------------------------------------------------- | ---------------------------------------------------------------------- | ---------------------------------------------------------------------- | ---------------------------------------------------------------------- |
| 10-9-2021                                                              | Buenos Aires                                                           | Argentina                                                              | 3 – 0                                                                  | Bolivia                                                                | Qual. Mondiali 2022                                                    | -                                                                      | 77’                                                                    |
| 24-3-2022                                                              | Barranquilla                                                           | Colombia                                                               | 3 – 0                                                                  | Bolivia                                                                | Qual. Mondiali 2022                                                    | -                                                                      | 84’                                                                    |
| 29-3-2022                                                              | La Paz                                                                 | Bolivia                                                                | 0 – 4                                                                  | Brasile                                                                | Qual. Mondiali 2022                                                    | -                                                                      | 46’                                                                    |
| 24-9-2022                                                              | Orléans                                                                | Bolivia                                                                | 0 – 2                                                                  | Senegal                                                                | Amichevole                                                             | -                                                                      | 86’                                                                    |
| 20-11-2022                                                             | Arequipa                                                               | Bolivia                                                                | 0 – 1                                                                  | Perù                                                                   | Amichevole                                                             | -                                                                      | 71’                                                                    |
| 24-3-2023                                                              | Gedda                                                                  | Uzbekistan                                                             | 1 – 0                                                                  | Bolivia                                                                | Amichevole                                                             | -                                                                      | 59’                                                                    |
| 28-3-2023                                                              | Gedda                                                                  | Arabia Saudita                                                         | 1 – 2                                                                  | Bolivia                                                                | Amichevole                                                             | -                                                                      | 80’                                                                    |
| 17-6-2023                                                              | Harrison                                                               | Ecuador                                                                | 1 – 0                                                                  | Bolivia                                                                | Amichevole                                                             | -                                                                      | 46’                                                                    |
| 20-6-2023                                                              | Santa Cruz de la Sierra                                                | Bolivia                                                                | 0 – 0                                                                  | Cile                                                                   | Amichevole                                                             | -                                                                      | 60’                                                                    |
| 8-9-2023                                                               | Belém                                                                  | Brasile                                                                | 5 – 1                                                                  | Bolivia                                                                | Qual. Mondiali 2026                                                    | -                                                                      |                                                                        |
| 12-9-2023                                                              | La Paz                                                                 | Bolivia                                                                | 0 – 3                                                                  | Argentina                                                              | Qual. Mondiali 2026                                                    | -                                                                      | 24’ 26’                                                                |
| 17-10-2023                                                             | Asunción                                                               | Paraguay                                                               | 1 – 0                                                                  | Bolivia                                                                | Qual. Mondiali 2026                                                    | -                                                                      | 46’ 68’                                                                |
| 21-11-2023                                                             | Montevideo                                                             | Uruguay                                                                | 3 – 0                                                                  | Bolivia                                                                | Qual. Mondiali 2026                                                    | -                                                                      | 59’                                                                    |
| 22-3-2024                                                              | Baraki                                                                 | Algeria                                                                | 3 – 2                                                                  | Bolivia                                                                | Amichevole                                                             | -                                                                      |                                                                        |
| 25-3-2024                                                              | Annaba                                                                 | Bolivia                                                                | 1 – 0                                                                  | Andorra                                                                | Amichevole                                                             | -                                                                      | 46’                                                                    |
| 12-6-2024                                                              | Chester                                                                | Ecuador                                                                | 3 – 1                                                                  | Bolivia                                                                | Amichevole                                                             | -                                                                      | 70’                                                                    |
| 15-6-2024                                                              | East Hartford                                                          | Colombia                                                               | 3 – 0                                                                  | Bolivia                                                                | Amichevole                                                             | -                                                                      | 82’                                                                    |
| 23-6-2024                                                              | Arlington                                                              | Stati Uniti                                                            | 2 – 0                                                                  | Bolivia                                                                | Coppa America 2024 - 1º turno                                          | -                                                                      | 28’                                                                    |
| 27-6-2024                                                              | East Rutherford                                                        | Uruguay                                                                | 5 – 0                                                                  | Bolivia                                                                | Coppa America 2024 - 1º turno                                          | -                                                                      |                                                                        |
| 1-7-2024                                                               | Orlando                                                                | Bolivia                                                                | 1 – 3                                                                  | Panama                                                                 | Coppa America 2024 - 1º turno                                          | -                                                                      | 21’ 63’                                                                |
| 10-9-2024                                                              | Santiago del Cile                                                      | Cile                                                                   | 1 – 2                                                                  | Bolivia                                                                | Qual. Mondiali 2026                                                    | -                                                                      |                                                                        |
| 10-10-2024                                                             | El Alto                                                                | Bolivia                                                                | 1 – 0                                                                  | Colombia                                                               | Qual. Mondiali 2026                                                    | -                                                                      | 31’                                                                    |
| 15-10-2024                                                             | Buenos Aires                                                           | Argentina                                                              | 6 – 0                                                                  | Bolivia                                                                | Qual. Mondiali 2026                                                    | -                                                                      |                                                                        |
| 14-11-2024                                                             | Guayaquil                                                              | Ecuador                                                                | 4 – 0                                                                  | Bolivia                                                                | Qual. Mondiali 2026                                                    | -                                                                      |                                                                        |
| 19-11-2024                                                             | El Alto                                                                | Bolivia                                                                | 2 – 2                                                                  | Paraguay                                                               | Qual. Mondiali 2026                                                    | -                                                                      | 70’                                                                    |
| 20-3-2025                                                              | Lima                                                                   | Perù                                                                   | 3 – 1                                                                  | Bolivia                                                                | Qual. Mondiali 2026                                                    | -                                                                      |                                                                        |
| 25-3-2025                                                              | El Alto                                                                | Bolivia                                                                | 0 – 0                                                                  | Uruguay                                                                | Qual. Mondiali 2026                                                    | -                                                                      |                                                                        |
| 6-6-2025                                                               | Maturín                                                                | Venezuela                                                              | 2 – 0                                                                  | Bolivia                                                                | Qual. Mondiali 2026                                                    | -                                                                      |                                                                        |
| 10-6-2025                                                              | El Alto                                                                | Bolivia                                                                | 2 – 0                                                                  | Cile                                                                   | Qual. Mondiali 2026                                                    | -                                                                      |                                                                        |
| Totale                                                                 |                                                                        | Presenze                                                               | 29                                                                     |                                                                        | Reti                                                                   | 0                                                                      |                                                                        |

## Palmarès

### Club

#### Competizioni nazionali
- Campionato boliviano: 2

Bolivar:  Apertura 2019, Apertura 2022
- Campionato ecuadoriano: 1

LDU Quito: 2024
- Supercoppa ecuadoriana: 1

LDU Quito: 2025